# بيرسي بيري
بيرسي بيري هو منافس ألعاب قوى كندي، ولد في 12 يونيو 1930، وتوفي في 5 يناير 2005.